# 誠建設工業
株式会社誠建設工業（まことけんせつこうぎょう、英: Makoto Construction CO,Ltd）とは、大阪府堺市に本社を置く、戸建て分譲住宅の建売、注文住宅の建築、リフォーム事業を行う不動産会社である。

## 沿革
- 1977年（昭和52年）9月 ‐ リフォーム事業を創業
- 1991年（平成3年）4月 ‐ 資本金1000万円で「株式会社誠建設工業」を設立
- 2000年（平成12年）
  - 5月 ‐ 本店を堺市深井清水町から現所在地に移転
  - 11月 ‐ 一級建築士事務所の登録をする
- 2001年（平成13年）5月 ‐ 堺市百舌鳥陵南町に住宅展示場を開設する
- 2004年（平成16年）3月 ‐ 子会社「株式会社誠ホームサービス」を設立
- 2005年（平成17年）
  - 2月 ‐ 子会社「株式会社誠住宅センター」を設立
  - 5月 ‐ 「株式会社誠エステート」を子会社化
  - 6月 ‐「株式会社誠コーポレーション」を子会社化
  - 9月 ‐ 住宅展示場を堺市百舌鳥陵南町から堺市浜寺石津町東に移転
- 2006年（平成18年）2月 ‐ 大阪証券取引所第二部に上場
- 2013年（平成25年）7月 - 大阪証券取引所と東京証券取引所の現物株市場統合に伴い、東京証券取引所第二部に上場
- 2017年（平成29年）6月 - 堺市西区浜寺石津町東の住宅展示場（住まい館 石津店）を閉鎖
- 2022年（令和4年）4月 - 東京証券取引所の市場再編によりスタンダード市場に移行
- 2024年（令和6年）9月 - 名古屋証券取引所メイン市場に上場

## 主な事業所
- 堺店 - 堺市北区中長尾町四丁目5番21号　誠第7ビル2階
- 住まい館 三国ヶ丘店 - 堺市堺区向陵東町一丁目5番7号
- 住まい館 北野田店 - 堺市東区草尾330番地1